# Iva Zajíčková
Iva Zajíčková-Stafová, née le 9 mars 1948 à Brno, est une coureuse cycliste tchèque.

## Palmarès sur piste
- 1971
  - 3e du championnat du monde de poursuite
  - 3e du championnat du monde de vitesse
- 1973
  - 2e du championnat du monde de vitesse
- 1975
  - 2e du championnat du monde de vitesse
- 1976
  - 3e du championnat du monde de vitesse
- 1977
  - 3e du championnat du monde de vitesse
- 1978
  - 3e du championnat du monde de vitesse